# Nitram
Nitram es una película de drama psicológico y biográfica australiana de 2021. Estuvo dirigida por Justin Kurzel a partir de un guion de Shaun Grant. La cinta gira en torno a la vida y el comportamiento de un joven llamado "Nitram" (basado en Martin Bryant), y los acontecimientos que lo llevaron a ser partícipe en la Masacre de Port Arthur de 1996 en Tasmania (Australia). Fue protagonizada por Caleb Landry Jones, le siguen Judy Davis, Essie Davis y Anthony LaPaglia en los papeles principales.
Se estrenó en el Festival de Cine de Cannes el 16 de julio de 2021, donde Jones ganó el premio al Mejor Interpretación Masculina por su actuación. La película recibió un estreno teatral limitado en Australia el 30 de septiembre de 2021, antes de un lanzamiento digital en el servicio de transmisión australiano Stan el 24 de noviembre de 2021. Recibió críticas positivas de los críticos, quienes elogiaron la dirección de Kurzel y las actuaciones del elenco, aunque la película todavía se encontraba con la controversia de Tasmania.
Posteriormente, recibió ocho galardones en los Premios AACTA.

## Sinopsis
Nitram es un joven especial. La película empieza con su protagonista en la cama de un hospital, víctima de quemaduras. Es un niño que ama los petardos y el fuego, y, a pesar de sus heridas, no está dispuesto a renunciar a su mayor diversión. De mayor, sigue siendo un apasionado del estruendo de los petardos, aunque ni a los vecinos ni a los maestros gustan tales diversiones. Hijo único, con su madre tiene una relación tensa y conflictiva. Con su padre, más permisivo y cariñoso, tendrá mejor relación. 
El largometraje se cierra con los acontecimientos que produjeron la Masacre de Port Arthur, en Tasmania, en el año 1996. El autor de tal atrocidad fue Martin Bryant, responsable de la muerte de 35 personas y de 23 heridos en uno de los tiroteos masivos más mortales de la historia de Australia.

## Reparto
- Caleb Landry Jones como "Nitram" (Martin Bryant; "Nitram" es "Martin" escrito al revés)[1]
- Judy Davis como la madre de Nitram (Carleen Bryant en la vida real)[1]
- Essie Davis como Helen (Helen Mary Elizabeth Harvey en la vida real)
- Anthony LaPaglia como el padre de Nitram (Maurice Bryant en la vida real)
- Sean Keenan como Jamie
- Rick James como el dueño de la tienda de armas

## Recepción
En el sitio web del agregador de reseñas Rotten Tomatoes, Nitram tiene un índice de aprobación del 89 % basado en 35 reseñas, con una calificación promedio de 7.7/10.
En Metacritic tiene una puntuación de 82 sobre 100 según las reseñas de 11 críticos, lo que indica "aclamación universal".

### Recepción en Tasmania
La película fue recibida con una controversia generalizada dentro de la propia Tasmania. Kelly Spaulding, alcaldesa del Consejo de Tasmania, que incluye a Port Arthur, condenó la elección de hacer la película.
La Fundación Alannah y Madeline, establecida por el padre de dos niñas muertas en el tiroteo de Port Arthur, emitió un comunicado condenando también la elección de producir la película.
La Asociación de Policía de Tasmania, el sindicato de la Policía de Tasmania, indicó que le preocupaba cómo afectaría a la salud mental de los miembros del sindicato. El Star Theatre, Launceston y el State Cinema, Hobart fueron los únicos cines en Tasmania que exhibieron la película. Sin embargo, el Cine del Estado optó por no publicitar las proyecciones.

### Premios y nominaciones
| Premio                     | Fecha                  | Categoría                            | Nominado/a         | Resultado | Ref.        |
| -------------------------- | ---------------------- | ------------------------------------ | ------------------ | --------- | ----------- |
| Premios AACTA              | 8 de diciembre de 2021 | Mejor Película                       | Nick Batzias       | Ganador   | [ 5 ]       |
| Premios AACTA              | 8 de diciembre de 2021 | Mejor Película                       | Shaun Grant        | Ganador   | [ 5 ]       |
| Premios AACTA              | 8 de diciembre de 2021 | Mejor Película                       | Virginia Whitwell  | Ganadora  | [ 5 ]       |
| Premios AACTA              | 8 de diciembre de 2021 | Mejor Película                       | Justin Kurzel      | Ganador   | [ 5 ]       |
| Premios AACTA              | 8 de diciembre de 2021 | Mejor Dirección                      | Justin Kurzel      | Ganador   | [ 5 ]       |
| Premios AACTA              | 8 de diciembre de 2021 | Mejor Guion Original                 | Shaun Grant        | Ganador   | [ 5 ]       |
| Premios AACTA              | 8 de diciembre de 2021 | Mejor Actor                          | Caleb Landry Jones | Ganador   | [ 5 ]       |
| Premios AACTA              | 8 de diciembre de 2021 | Mejor Actriz                         | Judy Davis         | Ganadora  | [ 5 ]       |
| Premios AACTA              | 8 de diciembre de 2021 | Mejor Actor de Reparto               | Anthony LaPaglia   | Ganador   | [ 5 ]       |
| Premios AACTA              | 8 de diciembre de 2021 | Mejor Actriz de Reparto              | Essie Davis        | Ganadora  | [ 5 ]       |
| Premios AACTA              | 8 de diciembre de 2021 | Mejor Fotografía                     | Germain McMicking  | Nominado  | [ 5 ]       |
| Premios AACTA              | 8 de diciembre de 2021 | Mejor Montaje                        | Nick Fenton        | Ganador   | [ 5 ]       |
| Premios AACTA              | 8 de diciembre de 2021 | Mejor Música Original                | Jed Kurzel         | Nominado  | [ 5 ]       |
| Premios AACTA              | 8 de diciembre de 2021 | Mejor Sonido                         | James Ashton       | Nominado  | [ 5 ]       |
| Premios AACTA              | 8 de diciembre de 2021 | Mejor Sonido                         | Dean Ryan          | Nominado  | [ 5 ]       |
| Premios AACTA              | 8 de diciembre de 2021 | Mejor Sonido                         | Steve Single       | Nominado  | [ 5 ]       |
| Premios AACTA              | 8 de diciembre de 2021 | Mejor Diseño de producción           | Alice Babidge      | Nominada  | [ 5 ]       |
| Premios AACTA              | 8 de diciembre de 2021 | Mejor Vestuario                      | Alice Babidge      | Nominada  | [ 5 ]       |
| Premios AACTA              | 8 de diciembre de 2021 | Mejor Peinado y Maquillaje           | Fiona Rees-Jones   | Nominada  | [ 5 ]       |
| Premios AACTA              | 8 de diciembre de 2021 | Mejor Casting                        | Nikki Barrett      | Nominada  | [ 5 ]       |
| Premios AACTA              | 8 de diciembre de 2021 | Mejor Casting                        | Kate Leonard       | Nominada  | [ 5 ]       |
| Premios AACTA              | 8 de diciembre de 2021 | Mejor Casting                        | Alison Telford     | Nominado  | [ 5 ]       |
| Festival de cine de Cannes | 6-17 de julio de 2021  | Mejor Interpretación Masculina       | Caleb Landry Jones | Ganador   | [ 6 ]       |
| CinefestOZ                 | Agosto de 2021         | Film Prize                           | Film Prize         | Ganador   | [ 7 ] [ 8 ] |
| Festival de Cine de Sitges | 2021                   |                                      |                    |           |             |
| Festival de Cine de Sitges | 2021                   | Mejor Director                       | Justin Kurzel      | Ganador   |             |
| Festival de Cine de Sitges | 2021                   | Mejor Actor                          | Caleb Landry Jones | Ganador   |             |
| Festival de Cine de Sitges | 2021                   | Mejor Película (competición oficial) | Justin Kurzel      | Nominado  |             |